# BMW Open
A BMW Open minden év április–májusában megrendezett tenisztorna férfiak számára Münchenben.
Az ATP 250 Series tornák közé tartozik, összdíjazása 398 250 €. A versenyen 28 versenyző vehet részt.
A mérkőzéseket szabadtéri salakos pályákon játsszák, 1974 óta.

## Győztesek

### Egyéni
| Év   | Győztes                     | Ellenfél a döntőben       | Eredmény a döntőben     |
| ---- | --------------------------- | ------------------------- | ----------------------- |
| 2012 | Philipp Kohlschreiber       | Marin Čilić               | 7–6(8), 6–3             |
| 2011 | Nyikolaj Davigyenko         | Florian Mayer             | 6–3, 3–6, 6–1           |
| 2010 | Mihail Juzsnij              | Marin Čilić               | 6–3, 4–6, 6–4           |
| 2009 | Tomáš Berdych               | Mihail Juzsnij            | 6–4, 4–6, 7–6(5)        |
| 2008 | Fernando González Ciuffardi | Simone Bolelli            | 7–6(4), 6–7(4), 6–3     |
| 2007 | Philipp Kohlschreiber       | Mihail Juzsnij            | 2–6, 6–3, 6–4           |
| 2006 | Olivier Rochus              | Kristof Vliegen           | 6–4, 6–2                |
| 2005 | David Nalbandian            | Andrei Pavel              | 6–4, 6–1                |
| 2004 | Nyikolaj Davigyenko         | Martin Verkerk            | 6–4, 7–5                |
| 2003 | Roger Federer               | Jarkko Nieminen           | 6–1, 6–4                |
| 2002 | Younes El Aynaoui           | Rainer Schüttler          | 6–4, 6–4                |
| 2001 | Jiří Novák                  | Anthony Dupuis            | 6–4, 7–5                |
| 2000 | Franco Squillari            | Tommy Haas                | 6–4, 6–4                |
| 1999 | Franco Squillari            | Andrei Pavel              | 6–4, 6–3                |
| 1998 | Thomas Enqvist              | Andre Agassi              | 6–7(4), 7–6(6), 6–4     |
| 1997 | Mark Philippoussis          | Àlex Corretja             | 7–6(3), 1–6, 6–4        |
| 1996 | Ctislav Doseděl             | Carlos Moyà               | 6–4, 4–6, 6–3           |
| 1995 | Wayne Ferreira              | Michael Stich             | 7–5, 7–6(6)             |
| 1994 | Michael Stich               | Petr Korda                | 6–2, 2–6, 6–3           |
| 1993 | Ivan Lendl                  | Michael Stich             | 7–6(2), 6–3             |
| 1992 | Magnus Larsson              | Petr Korda                | 6–4, 4–6, 6–1           |
| 1991 | Magnus Gustafsson           | Guillermo Pérez-Roldán    | 3–6, 6–3, 4-3 feladta   |
| 1990 | Karel Nováček               | Thomas Muster             | 6–4, 6–2                |
| 1989 | Andrej Csesznokov           | Martin Strelba            | 5–7, 7–6, 6–2           |
| 1988 | Guillermo Pérez-Roldán      | Jonas Svensson            | 7–5, 6–3                |
| 1987 | Guillermo Pérez-Roldán      | Marián Vajda              | 6–3, 7–6                |
| 1986 | Emilio Sánchez              | Ricki Osterthun           | 6–1, 6–3                |
| 1985 | Joakim Nyström              | Hans Schwaier             | 6–1, 6–0                |
| 1984 | Libor Pimek                 | Gene Mayer                | 6–4, 4–6, 7–6, 6–4      |
| 1983 | Tomáš Šmíd                  | Joakim Nyström            | 6–0, 6–3, 4–6, 2–6, 7–5 |
| 1982 | Gene Mayer                  | Peter Elter               | 3–6, 6–3, 6–2, 6–1      |
| 1981 | Chris Lewis                 | Christophe Roger-Vasselin | 4–6, 6–2, 2–6, 6–1, 6–1 |
| 1980 | Rolf Gehring                | Christophe Freyss         | 6–2, 0–6, 6–2, 6–2      |
| 1979 | Manuel Orantes              | Wojtek Fibak              | 6–3, 6–2, 6–4           |
| 1978 | Guillermo Vilas             | Buster Mottram            | 6–1, 6–3, 6–3           |
| 1977 | Željko Franulović           | Víctor Pecci              | 6–1, 6–1, 6–7, 7–5      |
| 1976 | Manuel Orantes              | Karl Meiler               | 6–1, 6–4, 6–1           |
| 1975 | Guillermo Vilas             | Karl Meiler               | 2–6, 6–0, 6–2, 6–3      |
| 1974 | Jürgen Fassbender           | François Jauffret         | 6–2, 5–7, 6–1, 6–4      |

### Páros
| Év   | Győztes                              | Ellenfél a döntőben                   | Eredmény a döntőben         |
| ---- | ------------------------------------ | ------------------------------------- | --------------------------- |
| 2012 | František Čermák Filip Polášek       | Xavier Malisse Dick Norman            | 6–4, 7–5                    |
| 2011 | Simone Bolelli Horacio Zeballos      | Andreas Beck Christopher Kas          | 7–6(3), 6–4                 |
| 2010 | Oliver Marach Santiago Ventura       | Eric Butorac Michael Kohlmann         | 5–7, 6–3, [16–14]           |
| 2009 | Jan Hernych Ivo Minář                | Ashley Fisher Jordan Kerr             | 6–4, 6–4                    |
| 2008 | Michael Berrer Rainer Schüttler      | Scott Lipsky David Martin             | 7–5, 3–6, [10-8]            |
| 2007 | Philipp Kohlschreiber Mihail Juzsnij | Jan Hájek Jaroslav Levinský           | 6–1, 6–4                    |
| 2006 | Andrei Pavel Alexander Waske         | Alexander Peya Björn Phau             | 6–4, 6–2                    |
| 2005 | Mario Ančić Julian Knowle            | Florian Mayer Alexander Waske         | 6–3, 1–6, 6–3               |
| 2004 | James Blake Mark Merklein            | Julian Knowle Nenad Zimonjić          | 6–2, 6–4                    |
| 2003 | Wayne Black Kevin Ullyett            | Joshua Eagle Jared Palmer             | 6–3, 7–5                    |
| 2002 | Petr Luxa Radek Štěpánek             | Petr Pála Pavel Vízner                | 6–0, 6–7, [11-9]            |
| 2001 | Petr Luxa Radek Štěpánek             | Jaime Oncins Daniel Orsanic           | 5–7, 6–2, 7–6               |
| 2000 | David Adams John-Laffnie de Jager    | Makszim Mirni Nenad Zimonjić          | 6–4, 6–4                    |
| 1999 | Daniel Orsanic Mariano Puerta        | Massimo Bertolini Cristian Brandi     | 7–6, 3–6, 7–6               |
| 1998 | Todd Woodbridge Mark Woodforde       | Joshua Eagle Andrew Florent           | 6–0, 6–3                    |
| 1997 | Pablo Albano Àlex Corretja           | Karsten Braasch Jens Knippschild      | 3–6, 7–5, 6–2               |
| 1996 | Lan Bale Stephen Noteboom            | Olivier Delaître Diego Nargiso        | 4–6, 7–6, 6–4               |
| 1995 | Trevor Kronemann David Macpherson    | Luis Lobo Javier Sánchez              | 6–3, 6–4                    |
| 1994 | Jevgenyij Kafelnyikov David Rikl     | Boris Becker Petr Korda               | 7–6, 7–5                    |
| 1993 | Martin Damm Henrik Holm              | Karel Nováček Carl-Uwe Steeb          | 6–0, 3–6, 7–5               |
| 1992 | David Adams Menno Oosting            | Carl Limberger Tomas Anzari           | 3–6, 7–5, 6–3               |
| 1991 | Patrick Galbraith Todd Witsken       | Anders Järryd Danie Visser            | 7–5, 6–4                    |
| 1990 | Udo Riglewski Michael Stich          | Petr Korda Tomáš Šmíd                 | 6–1, 6–4                    |
| 1989 | Javier Sánchez Taróczy Balázs        | Peter Doohan Laurie Warder            | 7–6, 6–3                    |
| 1988 | Rick Leach Jim Pugh                  | Alberto Mancini Christian Miniussi    | 7–6, 6–1                    |
| 1987 | Jim Pugh Blaine Willenborg           | Sergio Casal Emilio Sánchez           | 7–6, 4–6, 6–4               |
| 1986 | Sergio Casal Emilio Sánchez          | Broderick Dyke Wally Masur            | 6–3, 4–6, 6–3               |
| 1985 | Mark Edmondson Kim Warwick           | Sergio Casal Emilio Sánchez           | 4–6, 7–5, 7–5               |
| 1984 | Boris Becker Wojtek Fibak            | Eric Fromm Florin Segărceanu          | 6–4, 4–6, 6–1               |
| 1983 | Chris Lewis Pavel Složil             | Anders Järryd Tomáš Šmíd              | 6–4, 6–2                    |
| 1982 | Chip Hooper Mel Purcell              | Tian Viljoen Danie Visser             | 6–4, 7–6                    |
| 1981 | David Carter Paul Kronk              | Eric Fromm Shlomo Glickstein          | 6–3, 6–4                    |
| 1980 | Heinz Günthardt Bob Hewitt           | David Carter Chris Lewis              | 7–6, 6–1                    |
| 1979 | Wojtek Fibak Tom Okker               | Jürgen Fassbender Jean-Louis Haillet  | 7–6, 7–5                    |
| 1978 | Ion Ţiriac Guillermo Vilas           | Jürgen Fassbender Tom Okker           | 3–6, 6–4, 7–6               |
| 1977 | František Pala Taróczy Balázs        | Nikki Spear John Whitlinger           | 6–3, 6–4                    |
| 1976 | Juan Gisbert Manuel Orantes          | Jürgen Fassbender Hans-Jürgen Pohmann | 1–6, 6–3, 6–2, 2–3 feladták |
| 1975 | Wojtek Fibak Jan Kodeš               | Milan Holeček Karl Meiler             | 7–5, 6–3                    |
| 1974 | Antonio Muñoz Manuel Orantes         | Jürgen Fassbender Hans-Jürgen Pohmann | 2–6, 6–4, 7–6, 6–2          |